# カストロ・プレトーリオ駅
カストロ・プレトーリオ (Castro Pretorio) は、ローマ地下鉄のB線にある駅の一つである。
カストロ・プレトーリオ区のカストロ・プレトーリオ大通りのサン・マルティーノ・デッラ・バッターリア通りとの交差点にある。
出入口は現在は国立中央図書館となっているローマ親衛隊の野営地「カストラ・プラエトリア」の前にある。
駅は1990年12月8日に開業した。

## 周辺
- ローマ国立中央図書館（英語版）
- カストラ・プラエトリア (Castra praetoria)
- ピーア門
- ノメンターナ門
  - シスト5世門 (Arco di Sisto V)
- インディペンデンツァ広場 (Piazza dell'Indipendenza)
- クローチェ・ロッサ広場 (Piazza della Croce Rossa)
  - 運輸省（本省）
  - フェッロヴィーエ・デッロ・スタート・グループ （本部）
- サン・ロレンツォ区
- Città Universitaria （大学都市）

## 施設
駅には以下の施設がある:
- 障害者を運ぶ設備
- エレベーター
- エスカレーター